# Alvarelhos (Valpaços)
Alvarelhos is een plaats (freguesia) in de Portugese gemeente Valpaços en telt 172 inwoners (2001).